# Piastrón
El piastrón era una parte de la armadura de placas. 
De origen y nombre italiano, la parte de la armadura llamada piastrón y conocida en España con el título de pieza con faldón, ceñía la espalda, bajando hasta la rabadilla y abrazando después las caderas, protegía el pecho y el vientre dejando hueco bastante para colocar otra pieza en la región del pubis. 
Esta pieza estaba adherida al jubón o jubete de armas y sobre ella como traje de adorno vestían los caballeros otra especie de jubón que se denominaba falso peto el cual brillaba con los recamados de oro y plata, representando el gusto más o menos exquisito, las riquezas y el esplendor del caballero.